# Vauclaix
Vauclaix est une commune française située dans le département de la Nièvre, en région Bourgogne-Franche-Comté.

## Géographie
Vauclaix se situe dans le massif du Morvan et fait partie de son parc naturel régional. Ce parc s'étend sur une partie des quatre départements que compte la Bourgogne. La commune est traversée par l'Anguison.

### Climat
Pour des articles plus généraux, voir Climat de la Bourgogne-Franche-Comté et Climat de la Nièvre.
En 2010, le climat de la commune est de type climat des marges montargnardes, selon une étude du Centre national de la recherche scientifique s'appuyant sur une série de données couvrant la période 1971-2000. En 2020, Météo-France publie une typologie des climats de la France métropolitaine dans laquelle la commune est exposée à un climat océanique altéré et est dans une zone de transition entre les régions climatiques « Lorraine, plateau de Langres, Morvan » et « Centre et contreforts nord du Massif Central ». 
Pour la période 1971-2000, la température annuelle moyenne est de 10,7 °C, avec une amplitude thermique annuelle de 15,8 °C. Le cumul annuel moyen de précipitations est de 1 006 mm, avec 13 jours de précipitations en janvier et 8,7 jours en juillet. Pour la période 1991-2020, la température moyenne annuelle observée sur la station météorologique de Météo-France la plus proche, « Lormes_sapc », sur la commune de Lormes à 7 km à vol d'oiseau, est de 11,2 °C et le cumul annuel moyen de précipitations est de 1 071,3 mm. 
La température maximale relevée sur cette station est de 40,7 °C, atteinte le 25 juillet 2019 ; la température minimale est de −18,1 °C, atteinte le 12 janvier 1987,,. 
Les paramètres climatiques de la commune ont été estimés pour le milieu du siècle (2041-2070) selon différents scénarios d'émission de gaz à effet de serre à partir des nouvelles projections climatiques de référence DRIAS-2020. Ils sont consultables sur un site dédié publié par Météo-France en novembre 2022.

## Urbanisme

### Typologie
Au 1er janvier 2024, Vauclaix est catégorisée commune rurale à habitat dispersé, selon la nouvelle grille communale de densité à sept niveaux définie par l'Insee en 2022.
Elle est située hors unité urbaine et hors attraction des villes,.

### Occupation des sols
L'occupation des sols de la commune, telle qu'elle ressort de la base de données européenne d’occupation biophysique des sols Corine Land Cover (CLC), est marquée par l'importance des territoires agricoles (63,3 % en 2018), une proportion sensiblement équivalente à celle de 1990 (63,2 %). La répartition détaillée en 2018 est la suivante : prairies (59,6 %), forêts (33,3 %), milieux à végétation arbustive et/ou herbacée (3,4 %), terres arables (2 %), zones agricoles hétérogènes (1,8 %). L'évolution de l’occupation des sols de la commune et de ses infrastructures peut être observée sur les différentes représentations cartographiques du territoire : la carte de Cassini (XVIIIe siècle), la carte d'état-major (1820-1866) et les cartes ou photos aériennes de l'IGN pour la période actuelle (1950 à aujourd'hui).

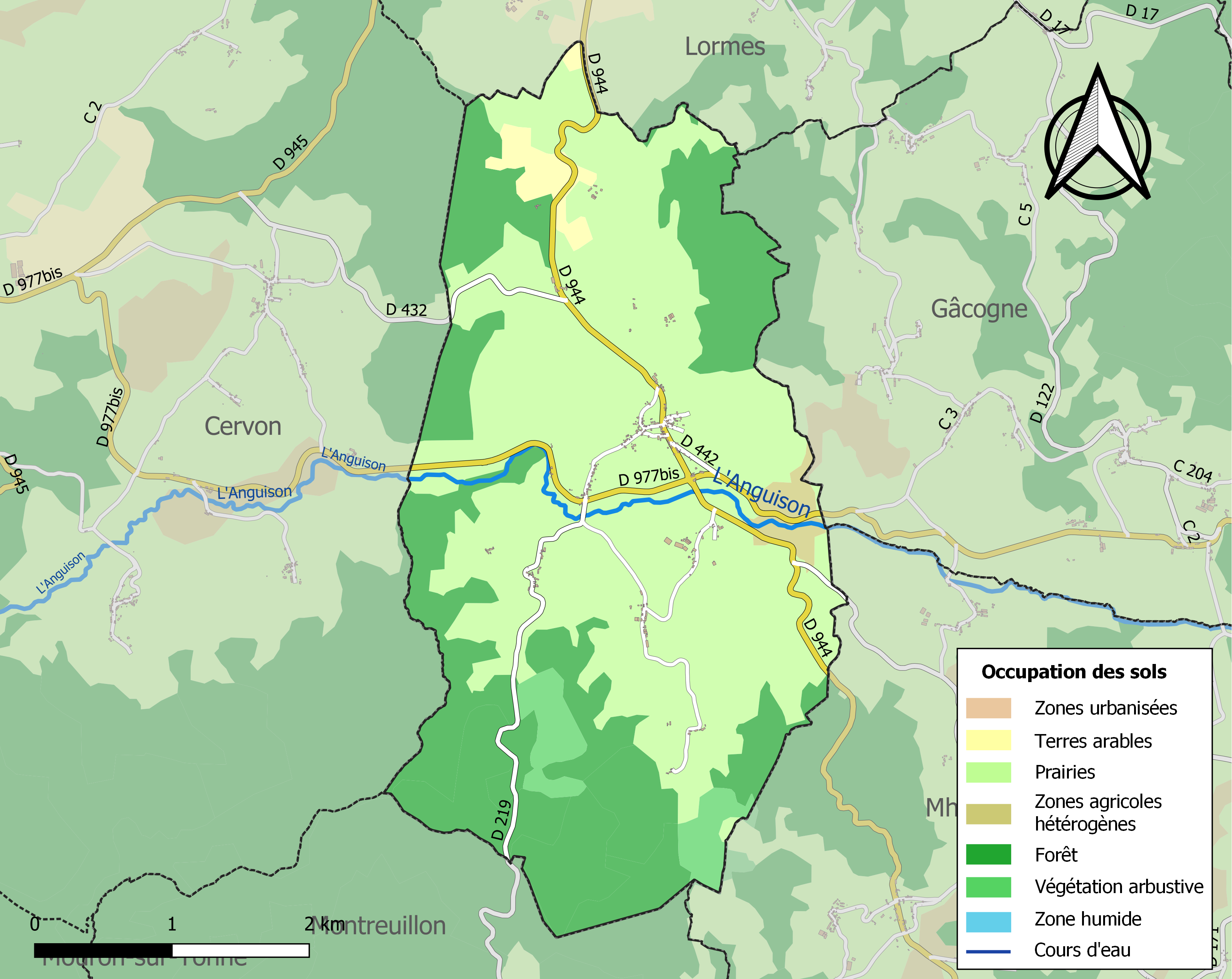
Carte des infrastructures et de l'occupation des sols de la commune en 2018 (CLC).

## Histoire
Le nom du village vient du latin Vallis Clausa (vallée encaissée) en raison du rétrécissement de la vallée de l'Anguison en cet endroit. La paroisse fut fondée au VIIIe siècle par les moines de Corbigny.

## Politique et administration
| Période                                  | Période  | Identité        | Étiquette | Qualité  |
| ---------------------------------------- | -------- | --------------- | --------- | -------- |
| mars 2001                                | En cours | André Jeanguyot |           | Retraité |
| Les données manquantes sont à compléter. |          |                 |           |          |

## Démographie
L'évolution du nombre d'habitants est connue à travers les recensements de la population effectués dans la commune depuis 1793. Pour les communes de moins de 10 000 habitants, une enquête de recensement portant sur toute la population est réalisée tous les cinq ans, les populations de référence des années intermédiaires étant quant à elles estimées par interpolation ou extrapolation. Pour la commune, le premier recensement exhaustif entrant dans le cadre du nouveau dispositif a été réalisé en 2007.

En 2022, la commune comptait 135 habitants, en évolution de +2,27 % par rapport à 2016 (Nièvre : −3,28 %, France hors Mayotte : +2,11 %).
| 1793 | 1800 | 1806 | 1821 | 1831 | 1836 | 1841 | 1846 | 1851 |
| ---- | ---- | ---- | ---- | ---- | ---- | ---- | ---- | ---- |
| 359  | 296  | 360  | 407  | 414  | 451  | 465  | 458  | 505  |

| 1856 | 1861 | 1866 | 1872 | 1876 | 1881 | 1886 | 1891 | 1896 |
| ---- | ---- | ---- | ---- | ---- | ---- | ---- | ---- | ---- |
| 518  | 497  | 498  | 492  | 507  | 501  | 488  | 461  | 445  |

| 1901 | 1906 | 1911 | 1921 | 1926 | 1931 | 1936 | 1946 | 1954 |
| ---- | ---- | ---- | ---- | ---- | ---- | ---- | ---- | ---- |
| 461  | 458  | 415  | 380  | 365  | 361  | 329  | 303  | 246  |

| 1962 | 1968 | 1975 | 1982 | 1990 | 1999 | 2006 | 2007 | 2012 |
| ---- | ---- | ---- | ---- | ---- | ---- | ---- | ---- | ---- |
| 211  | 204  | 170  | 153  | 145  | 112  | 116  | 117  | 129  |

| 2017 | 2022 | - | - | - | - | - | - | - |
| ---- | ---- | - | - | - | - | - | - | - |
| 134  | 135  | - | - | - | - | - | - | - |

## Lieux et monuments
- Église Sainte-Madeleine : édifiée en 1881 au lieu-dit le Tertre, elle remplace la paroisse de Vauclaix, initialement édifiée au VIIIe siècle par les moines de Corbigny, placée sous le vocable de Saint Thomas jusque 1720, et détruite en 1879. De style néoroman, de plan en forme de croix latine, elle a été construite avec du granit provenant des carrières de Lormes et Lamance. Son chœur est orienté à l’ouest et son clocher carré, percé sur chaque face. Elle est classée Monuments Historiques au titre objet en 1938[17],[18],[19].
- Hôtel de la Poste : Hôtel, bar, restaurant 2 étoiles avec piscine situé sur la rue principale. Désormais fermé.
- Le Carrefour de Vauclaix   siège permanent de l'association ADRET Morvan, une association qui est à l'origine, avec d'autres acteurs, du mouvement SOS Forêt France, qui lutte contre la déforestation et pour la protection de la biodiversité. Le Carrefour de Vauclaix est donc un écolieu, géré d'une manière collective et bénévole par ADRET Morvan. Le bâtiment a plusieurs usages : c'est une boutique-marché en relation directe avec les exploitants, mais aussi un lieu de programmation culturelle, un bar-restaurant, et un centre de ressources forestières. En effet, l'association ADRET Morvan est connue pour son action contre la scierie et incinérateur Erscia[20].
- Monument aux morts : édifié à côté de l'église, il rend hommage aux soldats tués pendant la Première Guerre mondiale.
- Centre équestre, spécialisé dans l'équitation western. Spectacles, cours, pension, possibilité de dormir dans un tipi. Propriétaires : Pierre et Élisabeth Dumoulin.

## Activités et événements
- Cours de théâtre, à destination des enfants de la commune, mis en place et animés par Patricia Juteau. La troupe se produit chaque année lors du spectacle de Noël, avant l'arrivée du père Noël et la distribution des cadeaux.
- Cours de dessin, à destination des enfants et adolescents. Ils se déroulent l'été au domicile de Patricia Juteau. Au programme, dessin et peinture originale.
- Halloween, célébré le 31 octobre chaque année. Les enfants, accompagnés par des adultes, font collectivement le tour des maisons du village pour se faire offrir des bonbons par les autres habitants grâce à leurs costumes effrayants. Tous les bonbons et chocolats collectés qui n'auront pas été consommés pendant l'excursion seront équitablement partagés entre tous les enfants.
- Noël, célébré tous les ans vers le début du mois de décembre. Dans un premier temps, les membres du groupe de théâtre présentent les pièces qu'ils ont étudiées au préalable, puis le Père Noël fait son apparition et distribue cadeaux et friandises aux enfants jusqu'à 12 ans. Chaque enfant dispose en moyenne d'un budget de 20 €, et choisit son cadeau dans un des magazine distribué par la mairie.

## Personnalités liées à la commune
Armand-Sigismond de Sérent (1762-1796), militaire et homme politique français du XVIIIe siècle.